# الرابطة الدولية للمدعين العامين
الرابطة الدولية للمدعين العامين (IAP) هي منظمة غير حكومية عالمية للمدعين العامين، أنشأتها الأمم المتحدة في فيينا عام 1995. تضم 183 عضوًا تنظيميًا من 177 دولة، وأعضاء أفراد.
تم إنشاء الرابطة بسبب النمو في الجريمة عبر الوطنية مثل الاتجار بالمخدرات وغسيل الأموال والاحتيال. تعود أصول الرابطة إلى مؤتمر الأمم المتحدة الثامن لمنع الجريمة والعدالة الجنائية في عام 1990، ثم تطورت لاحقًا من قبل الرابطة الوطنية الهنغارية للمدعين العامين، بالعمل مع فرع منع الجريمة والعدالة الجنائية التابع لمكتب الأمم المتحدة في فيينا. في اجتماع عقد في مكتب الأمم المتحدة بفيينا في حزيران/يونيه 1995، أنشأ ممثلو أحد عشر بلداً الرابطة الدولية لأعضاء النيابة العامة كمنظمة غير حكومية مستقلة، مع مقر أمانتها في خرونينغن بهولندا بحلول تشرين الثاني/نوفمبر. حضر المشاركون من 49 دولة مؤتمرها الأول في بودابست في سبتمبر 1996. في عام 1999 انتقل المقر الرئيسي إلى لاهاي، حيث كان مركزًا للقانون الدولي. في ذلك العام، أعلنت عن "معايير الرابطة الدولية للمدعين العامين للمسؤولية المهنية وبيان الواجبات والحقوق الأساسية للمدعين العامين"، وطلبت من أعضائها المصادقة على التزامهم بها. في عام 2003، نشرت الرابطة دليل حقوق الإنسان للمدعين العامين. بحلول عام 2020، نمت عضوية الرابطة إلى منظمات في 177 دولة، تمثل أكثر من 350.000 شخص، بالإضافة إلى حوالي 850 عضوًا فرديًا. وبلغت ميزانيتها السنوية حوالي نصف مليون يورو.
المؤتمرات الإقليمية في أفريقيا وأمريكا اللاتينية وأوروبا الغربية وأوروبا الشرقية/آسيا الوسطى وأمريكا الشمالية ومنطقة البحر الكاريبي ومنطقة آسيا والمحيط الهادئ هي الآن أحداث منتظمة في الرابطة وتستهدف بشكل أساسي المدعين العامين في الخطوط الأمامية. تصدر الجمعية نشرات إخبارية ومجلة الرابطة الدولية للمدعين العامين وهي متاحة على الإنترنت للأعضاء، بالإضافة إلى منتدى العدالة الجنائية الدولية. توفر شبكة الجرائم الإلكترونية العالمية للمدعين العامين المعلومات التي تهمهم فيما يتعلق بالجرائم الإلكترونية.
الرابطة هي هيئة مستقلة ولكن تم اعتماد معايير 1999 للمسؤولية المهنية من قبل لجنة الأمم المتحدة لمنع الجريمة والعدالة الجنائية في عام 2008.  في الواقع، نشأت فكرة الرابطة خلال مؤتمر الأمم المتحدة لعام 1990 لمنع الجريمة والعدالة الجنائية الذي أعلن «المبادئ التوجيهية للأمم المتحدة بشأن دور المدعين العامين». مستشهدة ببنود حقوق الإنسان في الوثيقة التأسيسية للأمم المتحدة.
فيما يتعلق بالمحكمة الجنائية الدولية وهي محكمة تم إنشاؤها بموجب معاهدة وليست جزءًا من الأمم المتحدة، فإن الرابطة الدولية لأعضاء النيابة العامة «أبدت... اهتمامًا بتعزيز مدونة قواعد السلوك للمدعين العامين أمام المحكمة الجنائية الدولية، بعد أن أهملت المحكمة الجنائية الدولية الموضوع المفاوضات... [التي] تظهر أن» المهنة«قد تتقدم في بعض المناسبات لسد الثغرات التنظيمية. . . يبقى أن نرى ما إذا كان يمكن تأديب المدعي على المستوى الوطني أو الدولي بأمر مهني. ومن المؤكد أن الرابطة الدولية لأعضاء النيابة العامة لا تتمتع بهذه الصلاحية». 
وضعت اليونسكو والجمعية الدولية للصحافيين «المبادئ التوجيهية الدولية الأولى بشأن التحقيق في الجرائم المرتكبة ضد الصحفيين ومقاضاة مرتكبيها مع توصيات رئيسية للمدعين العامين».